# Parabagrotis
Parabagrotis là một chi bướm đêm thuộc họ Noctuidae.

## Loài
- Parabagrotis cupidissima (Grote, 1875)
- Parabagrotis exertistigma (Morrison, 1874)
- Parabagrotis formalis (Grote, 1874)
- Parabagrotis insularis (Grote, 1876)
- Parabagrotis sulinaris Lafontaine, 1998